# Mudia
Mudiaとは、全国規模の音楽アーティストの勝ち抜きライブイベントである。定額制ライブ行き放題サービスを行っている、株式会社ソナーユーが主催している。
ライブはインターネット上にも配信され、勝敗はオーディエンス（ライブハウスの来場者、もしくはネット配信閲覧者）の投票により順位を決める仕組みとなっている。
2018年に「OTONOVA」という名前で同様のイベントが開催されていたが、2019年からは「Mudia」という名前で開催されている。

## 大会のコンセプト
ライブ市場衰退の解決策、市場規模拡大のチャレンジとして企画されており、およそ150のライブ会場が賛同している。オムニバスイベントを多くのお客さんに長い時間楽しんでもらえること、アーティストが多くの人に「知ってもらえる」「観てもらえる」「聴いてもらえる」ことをコンセプトにしている。

## 大会の種類
生演奏が可能なライブ・パフォーマンス部門。カラオケ音源のみのトラック・パフォーマンス部門。その他にアカペラ部門などの大会がある。

## 賞
優勝者には、ライブ・パフォーマンス部門では100万円、トラック・パフォーマンス部門では30万円が贈呈される。その他にも審査員による賞がある。

### 主な賞

#### 大型フェスの出演
- 関西コレクション
- MUSIC TRIBE（西日本最大級の屋内フェス）
- 覺醒音樂祭（台湾のフェス）
- Start Up Asia Fes(仮称)

#### レーベルによるバックアップ
- YUI Entertainment賞
- Lugz star records賞
- ユニバーサルミュージック賞
- エイベックス・エンタテインメント賞
- BANDAI NAMCO Arts賞
- LINE RECORDS賞
- JPOP賞
- fearless賞

#### 音楽プロデューサーのバックアップ
- 松隈ケンタ SCRAMBLES賞

#### その他
- OngO賞（音楽学校によるバックアップ）
- Mudia 特別賞（海外イベントの出演や賞金）
- TuneCore Japan賞（レコードのネット配信販売）
- DJ Nobby賞（ラジオ番組の出演、イベントの出演）
- Voicy賞（オリジナル番組制作権）
- Fresh!賞（オリジナル番組制作権）
- fanicon賞（イベント出演）

## 大会結果

### Mudia トラック・パフォーマンス部門 vol.2
2019年9月よりスタート。東京と大阪のライブハウスで予選が行われ、2020年1月25日に大阪の味園ユニバースで決勝戦が行われた。
前回のトラック・パフォーマンス部門は東日本と西日本と別で行われたが統合された。全国大会のMudiaで初めての関西地区での決勝戦となった。
優勝者には賞金30万円・関西コレクション出演権、準優勝者には賞金10万円とStart Up Asia Fes(仮)出演権が贈呈された。
| 受賞名              | アーティスト名 |
| ------------------- | -------------- |
| グランプリ          | C-Style        |
| 準グランプリ        | POP TUNE GirlS |
| Mudia賞             | POP TUNE GirlS |
| Lugz star records賞 | Star T Rat     |
| fanicon賞           | Star T Rat     |

| エリア | アーティスト名        | 備考                                                        |
| ------ | --------------------- | ----------------------------------------------------------- |
| 関東   | C-Style               | Mudiaアンバサダー（大会出場前に退任） OTONOVAファイナリスト |
| 関東   | MIHARU                | vol.1 東日本部門ファイナリスト                              |
| 関東   | Lisa(Olivia Sugar)    |                                                             |
| 関東   | Palette               |                                                             |
| 関東   | NATULI                | vol.1 東日本部門ファイナリスト                              |
| 関東   | Main Street           |                                                             |
| 関西   | POP TUNE GirlS        | vol.1 西日本部門ファイナリスト                              |
| 関西   | Star T Rat            | vol.1 西日本部門優勝者                                      |
| 関西   | Mifuyu                |                                                             |
| 関西   | GOURTRIBE             |                                                             |
| 関西   | doo                   | 2019年のライブ・パフォーマンス部門ファイナリスト            |
| 関西   | ゆめかわデイズMONSTER |                                                             |

### Mudia2019 ライブ・パフォーマンス部門
2019年1月よりスタート。北海道、関東A・東北・北信越、関東B、関東C、東海・北陸、関西A、関西B、中国・四国、九州の9ブロックで予選が行われ、2019年7月7日に東京のEX THEATER ROPPONGIで決勝戦が行われた。地区ブロックの区切りが見直された。
優勝者には賞金100万円、準優勝者には賞金30万円が贈呈された。
| 受賞名                 | アーティスト名     |
| ---------------------- | ------------------ |
| グランプリ             | FANTASY-UPDAT      |
| 準グランプリ           | Fly Foxys          |
| Mudia 特別賞           | リペンドル         |
| BANDAI NAMCO Arts賞    | リペンドル         |
| DJ Nobby賞             | リペンドル         |
| 松隈ケンタ SCRAMBLES賞 | FANTASY-UPDATE     |
| LUGZ STAR RECORDS 賞   | ぽてさらちゃん。   |
| OngO 賞                | THE DRY            |
| Mudia×覺醒音樂祭 賞    | The コットンクラブ |

※LINE RECORDS賞、YUI ENTERTAINMENT賞は該当無し。
| エリア              | アーティスト名     |
| ------------------- | ------------------ |
| 北海道              | Bailey’s           |
| 関東A・東北・北信越 | Fly Foxys          |
| 関東B               | FANTASY-UPDATE     |
| 関東C               | BITEZ ON TRIP      |
| 東海・北陸          | リペンドル         |
| 関西A               | doo                |
| 関西B               | ぽてさらちゃん。   |
| 中国・四国          | ROSTER             |
| 九州                | The コットンクラブ |
| 敗者復活枠          | THE DRY            |

| アーティスト名 | 備考                               |
| -------------- | ---------------------------------- |
| C-Style        | アンバサダー選手権グランプリ受賞者 |

### Mudia2019 トラック・パフォーマンス部門
2019年4月よりスタート。東日本エリアと西日本エリアのそれぞれで開催された。
2019年6月23日に 東日本エリアは渋谷ストリームホール、西日本エリアは味園ユニバースで同時に決勝戦が行われた。
この大会から、課金投票額の上限が設けられるようになった。
優勝者には西日本最大級の屋内音楽フェス『MUSIC TRIBE 2019』出演決定と賞金30万円が贈呈された。

#### 東日本
| 受賞名       | アーティスト名 |
| ------------ | -------------- |
| グランプリ   | 愛山ユウ       |
| 準グランプリ | なおきゃん     |

| アーティスト名 |
| -------------- |
| 愛山ユウ       |
| なおきゃん     |
| UN-KNOWN       |
| MIHARU         |
| NATULI         |
| TAKERU         |
| 森田愛美       |
| ユメノリリ     |
| 斐梨           |
| reamleep       |
| 月城りん       |

#### 西日本
| 受賞名       | アーティスト名 |
| ------------ | -------------- |
| グランプリ   | Star T Rat     |
| 準グランプリ | 峠元彩樺       |

| アーティスト名 |
| -------------- |
| Star T Rat     |
| 峠元彩樺       |
| MISSIW         |
| POP TUNE GirlS |
| 竹歳みずほ     |
| 浦田哲也       |
| K星人          |
| 奥             |

### アンバサダー選手権
2018年8月から予選会、トーナメント戦が行われ、決勝戦は11月14日（水）Zepp Diver Cityで、Go To 2019というイベント名で、アカペラグランプリの決勝戦と同時に行われた。
この大会も2次予選よりライブパフォーマンスとなったが、ライブ配信はあったもののインターネット投票は無く、会場での用紙の投票で行われた。
優勝者は、Mudiaの公式アンバサダーとなり、大会のMCやアシスタントを担当、その他メディアの出演やYoutube番組に出演、ファイナルステージでライブ出演をした。
| 受賞名     | アーティスト名 |
| ---------- | -------------- |
| グランプリ | C-Style        |

| アーティスト名 |
| -------------- |
| TOYZ（※）      |
| C-Style        |
| 引地裕美       |
| Eimy           |

※ファイナルのステージ上で他グループとの合併が行われ、Advance Arc Harmonyと改名した。

### アカペラグランプリ
2018年8月より、「OTONOVA ～アカペラグランプリ～」としてトーナメントが開催され、11月14日（水）にアンバサダー選手権と同時に行われた。
優勝者には賞金10万円が贈呈された。
| 受賞名       | アーティスト名 |
| ------------ | -------------- |
| グランプリ   | たむらまろ     |
| DJ NOBBY賞   | たむらまろ     |
| ソナーユー賞 | たむらまろ     |
| ハモニポン賞 | たむらまろ     |

| アーティスト名           |
| ------------------------ |
| V                        |
| Sonic〆                  |
| Youthtopia Sound Academy |
| たむらまろ               |
| Nagie Lane               |

### OTONOVA2018（Mudiaの前身）
2018年1月よりスタート。北海道･東北、関東A･北陸A･北信越、関東B、関東C、東海、関西A･北陸B、関西B･中国A･四国、九州･中国Bのブロック毎に予選が行われ、全国のべ4万人のオーディエンスの投票によって選ばれた9組のアーティストにより、6月2日にグランプリファイナル（会場：EX THEATER ROPPONGI）が行われた。
グランプリ受賞者には、賞金100万円が授与された。
| 受賞名                     | アーティスト名                                  |
| -------------------------- | ----------------------------------------------- |
| グランプリ                 | mëme（九州･中国B 代表） ※現在は安里ミーナに改名 |
| 準グランプリ               | BlueHairs（関東C 代表）                         |
| OTONOVA特別賞              | A Sky of Magnolia（関東B 代表）                 |
| DJ Nobby賞                 | A Sky of Magnolia                               |
| 松隈ケンタ賞               | chouchou（関西B･中国A･四国 代表）               |
| Voicy賞                    | C-Style（関東A･北陸A･北信越 代表）              |
| Fresh!賞                   | C-Style                                         |
| ユニバーサルミュージック賞 | ＩＴＩ（関西A･北陸B 代表）                      |

※エイベックス・エンタテインメント賞、YUI ENTERTAINMENT賞は該当無し。
| エリア             | アーティスト名    |
| ------------------ | ----------------- |
| 北海道･東北        | Judgement         |
| 関東A･北陸A･北信越 | C-Style           |
| 関東B              | A Sky of Magnolia |
| 関東C              | BlueHairs         |
| 東海               | YU-8              |
| 関西A･北陸B        | ＩＴＩ            |
| 関西B･中国A･四国   | chouchou          |
| 九州･中国B         | mëme              |
| 敗者復活枠         | LOUDER            |

| アーティスト名 | 備考                                 |
| -------------- | ------------------------------------ |
| mëme           | 九州･中国Bのアーティストとしても参戦 |